# Taeniophyllum bicostulatum
Taeniophyllum bicostulatum är en orkidéart som beskrevs av Johannes Jacobus Smith. Taeniophyllum bicostulatum ingår i släktet Taeniophyllum och familjen orkidéer.
Artens utbredningsområde är Sulawesi. Inga underarter finns listade i Catalogue of Life.